# Фелисово (Ярославская область)
Фелисово — деревня в Михайловском сельском округе Волжского сельского поселения Рыбинского района Ярославской области. Родина полководца, дважды Героя Советского Союза П. И. Батова.
Небольшая деревня расположена на правом берегу реки Черёмуха. В этой деревне автомобильная дорога, идущая от Рыбинска через Михайловское имеет развилку. Короткий отрезок дороги в западном направлении по мосту через Черёмуху выходит в центр села Сретенье. Основная дорога, следуя в южном направлении через второй мост, пересекает реку и по левому берегу Черёмухи идёт на Сельцо-Воскресенское и Чудиново. Ближайшая (около 500 м) по дороге деревня в сторону Рыбинска — Стрельниково, а в сторону от города, примерно в 1 км выше по течению — Починок, расположенный между берегом реки и автомобильной дорогой. Ещё одна дорога, просёлочная, начинается в Фелисово в восточном направлении на Говядово, деревню стоящую примерно на расстоянии 500 м на том же правом берегу выше по течению и идет далее вверх по правому берегу. На этом участке вдоль берегов Черёмухи расположены небольшие сельскохозяйственные угодья шириной около 1 км, далее от реки в восточном направлении начинается лес шириной более 4 км, за которым начинаются поля и деревни вдоль реки Иода.
На 1 января 2007 года в деревне числился 1 постоянный житель. Деревня обслуживается почтовым отделением Сретенье. По почтовым данным в деревне 5 домов.